# NBA G League Basketball Executive of the Year Award
L'NBA G League Basketball Executive of the Year Award è il premio conferito dalla NBA G League al miglior dirigente coinvolto nelle operazioni sportive della stagione.

## Vincitori
| Stagione  | Nazionalità | General manager    | Squadra                  |
| --------- | ----------- | ------------------ | ------------------------ |
| 2015-2016 | Stati Uniti | Adam Simon         | Sioux Falls Skyforce     |
| 2016-2017 | Stati Uniti | Mike Gansey        | Canton Charge            |
| 2017-2018 | Stati Uniti | Malik Rose         | Erie BayHawks            |
| 2018-2019 | Stati Uniti | Trajan Langdon     | Long Island Nets         |
| 2019-2020 | Stati Uniti | Bart Taylor        | Salt Lake City Stars     |
| 2020-2021 | Stati Uniti | Chad Sanders       | Raptors 905              |
| 2021-2022 | Stati Uniti | Travis Stockbridge | Rio Grande Valley Vipers |
| 2022-2023 | Stati Uniti | Paul Johnson       | Stockton Kings           |
| 2023-2024 | Stati Uniti | Eric Amsler        | Sioux Falls Skyforce     |